# João Carlos de Oliveira
João Carlos de Oliveira, född den 28 maj 1954 - död den 17 maj 1999, var en brasiliansk friidrottare som tävlade i tresteg och längdhopp
Oliveira tillhörde världseliten i tresteg under 1970-talet. Den 15 oktober 1975 hoppade han 17,89 vid en tävling vilket var 45 centimeter längre än det gällande världsrekordet som Viktor Sanejev hade. Världsrekordet stod sig i tio år tills Willie Banks slog det. Det var även brasilianskt rekord fram tills Jadel Gregório 2007 hoppade 17,90. I längdhopp var det personliga rekordet 8,36.
Oliveira deltog i två olympiska spel. Vid Olympiska sommarspelen 1976 i Montreal slutade han på tredje plats i tresteg efter ett hopp på 16,90 slagen av Sanejev och James Butts. I längdhopp tog han sig vidare till finalen men slutade på en femte plats. Hans andra olympiska spel var Olympiska sommarspelen 1980 i Moskva där han hoppade 17,22 men även här slutade han på tredje plats slagen av Jaak Uudmäe och Sanejev. Han tävlade även i längdhopp där han blev utslagen i kvalet. 
1981 var Oliveria med i en bilolycka där han miste ett ben. Han var därefter en talesperson för funktionshindrade. 1999 avled han i sviterna av alkoholproblem. 